# Neuvireuil
Neuvireuil ist eine Gemeinde im französischen Département Pas-de-Calais in der Region Hauts-de-France. Sie gehört zum Kanton Brebières (bis 2015 Kanton Vimy) im Arrondissement Arras. Sie grenzt im Nordwesten an Fresnoy-en-Gohelle, im Norden an Bois-Bernard, im Nordosten an Izel-lès-Équerchin, im Südosten an Fresnes-lès-Montauban und im Südwesten an Oppy.

## Bevölkerungsentwicklung
| Jahr      | 1962 | 1968 | 1975 | 1982 | 1990 | 1999 | 2008 | 2014 |
| --------- | ---- | ---- | ---- | ---- | ---- | ---- | ---- | ---- |
| Einwohner | 360  | 362  | 330  | 424  | 474  | 451  | 463  | 493  |